# Myfest

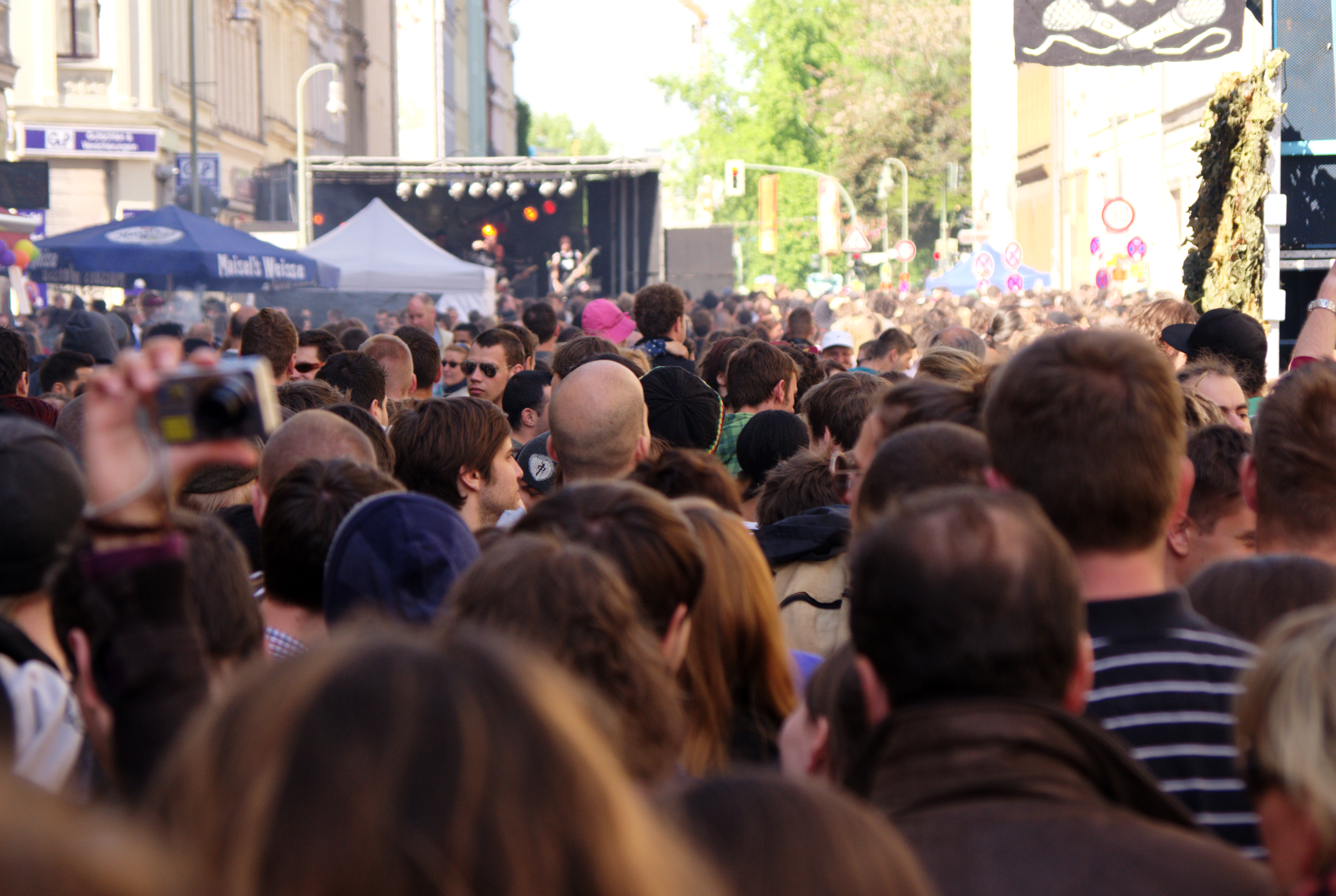
La foule dans les rues de Kreuzberg pendant l'édition 2011 de Myfest.

Myfest est une fête de rue organisée tous les ans le 1er mai au nord de Kottbusser Tor à Berlin-Kreuzberg. Le nom joue sur la prononciation de l'anglais my fest (≈ « ma fête ») qui en allemand ˈmaɪfɛst sonne comme « fête de mai ». 
Bien qu'il y ait déjà une fête sur la Mariannenplatz depuis 1996 le premier mai, la première édition de Myfest était en 2003 et a eu un succès grandissant depuis, créant une foule compacte sur une assez grande zone et débordant sur plusieurs jours depuis les années 2010.
Myfest propose quelques stands de restauration et d'offres culturelles et musicales, comme les portes ouvertes chez les pompiers, et veut rester une fête familiale. Elle est organisée par le Netzwerk Myfest. La manifestation est aussi pensée pour éviter les violences urbaines qui avaient cours dans le quartier le premier mai dans les années 1990. Le Netzwerk Myfest a obtenu en 2004 le prix de la prévention du Land de Berlin à cet égard.